# Kryžopil'
Kryžopil' (in ucraino Крижопіль?) è un insediamento rurale ucraino (8 258 abitanti) nel distretto di Tul'čyn, nell'oblast' di Vinnycja. Ospita l'amministrazione della comunità territoriale di Kryžopil', una delle comunità territoriali dell'Ucraina.
Fino al 18 luglio 2020 Kryžopil' fungeva da centro amministrativo del distretto di Kryžopil', abolito come parte della riforma amministrativa dell'Ucraina, che ha ridotto a sei il numero dei distretti dell'oblast' di Vinnycja. L'area del distretto di Kryžopil' è stata fusa nel distretto di Tul'čyn.
Fino al 26 gennaio 2024 Kryžopil' era classificato come insediamento di tipo urbano. Da tale data è entrata in vigore una nuova legge che ha abolito questo status e Kryžopil' è stato riclassificato come insediamento rurale.